# Kłuiszka gujańska
Kłuiszka gujańska (Neacomys guianae) – gatunek ssaka z podrodziny bawełniaków (Sigmodontinae) w obrębie rodziny chomikowatych (Cricetidae).

## Zasięg występowania
Kłuiszka gujańska występuje w południowo-wschodniej Wenezueli, Gujanie, Surinamie i prawdopodobnie przylegającej północno-wschodniej Brazylii.

## Taksonomia
Gatunek po raz pierwszy zgodnie z zasadami nazewnictwa binominalnego opisał w 1905 roku brytyjski zoolog Oldfield Thomas nadając mu nazwę Neacomys guianae. Holotyp pochodził znad rzeki Demerara, na wysokości 120 ft (36,58 m), w Gujanie. 
Autorzy Illustrated Checklist of the Mammals of the World uznają ten takson za gatunek monotypowy.

### Etymologia
- Neacomys: gr. νεος neos „nowy”; rodzaj Acomys I. Geoffroy Saint-Hilaire, 1838 (kolcomysz)[7].
- guianae: Gujana; pierwotne kolonie europejskie obejmowały Essequibo i Demerara (= Gujana Brytyjska), Berbice i Surinam (= Gujana Holenderska) oraz Kajenna (= Gujana Francuska)[8].

## Morfologia
Długość ciała (bez ogona) 64–85 mm, długość ogona 67–81 mm, długość ucha 12–16 mm, długość tylnej stopy 19–20 mm; masa ciała 10–16 g (średnio 13 g). 

## Ekologia
Szczególną cechą tego gryzonia jest kłujące futro. Na bokach, a przede wszystkim na grzbiecie rosną szczeciniaste, twarde włosy. N. guianae żyje na powierzchni ziemi w nieprzebytych pierwotnych lasach.
Prawdopodobnie rozmnaża się przez cały rok, a w miocie rodzi się od 2 do 4 młodych.